# Borgetto
Borgetto is een gemeente in de Italiaanse provincie Palermo (regio Sicilië) en telt 6576 inwoners (31-12-2004). De oppervlakte bedraagt 26,0 km², de bevolkingsdichtheid is 253 inwoners per km².

## Demografie
Borgetto telt ongeveer 2236 huishoudens. Het aantal inwoners steeg in de periode 1991-2001 met 6,3% volgens cijfers uit de tienjaarlijkse volkstellingen van ISTAT.
| Jaar | Inwoneraantal |
| ---- | ------------- |
| 1991 | 5873          |
| 2001 | 6242          |

## Geografie
Borgetto grenst aan de volgende gemeenten: Giardinello, Monreale, Partinico.